# Хейли, Пейдж
Пейдж Хейли (англ. Paige Haley, род. 10 мая 1966, Окленд, штат Калифорния) — американский музыкант и продюсер.
Родился в Окленде, Калифорния, вырос в Аламеде. Пейдж близко дружит с Джеем Гордоном, другим участником Orgy. До Orgy Пейдж Хейли зарабатывал на жизнь покраской домов и игрой в местных группах. Хейли получил «Диплом Звукового Инженеринга» (англ. Diploma in Sound Engineering) и является основателем компании Splizaz Music.

## Музыкальные проекты

### Прошлые
- Erotic Dolls
- Ringer

### Текущие
- Drug For Joy

В настоящее время, Хейли преимущественно занят в своем сайд-проекте, Drug For Joy. Помимо исполнения в группе обязанностей вокалиста, он также играет на «биолончели» (англ. bello), гибриде виолончели и бас-гитары.
- Orgy

Несмотря на то, что Orgy считается действующей группой, в настоящее время все её участники заняты своими индивидуальными сайд-проектами. По словам Хейли, он по-прежнему является частью группы, и как стало известно из источников, Orgy закончили работу над пятью новыми треками для следующего альбома группы.
- Dowry Death

В начале 2008 Пейдж объявил, что он присоединился к ещё одному сайд-проекту. Первую песню группы можно услышать на их странице MySpace.